# Вангел Койчев
Вангел Койчев е гръцки комунистически деец, активист на славяномакедонските структури в Гърция през 1941 - 1949 година, председател на Народноосвободителния фронт (НОФ).

## Биография
Вангел Койчев е роден в леринското село Баница. По професия миньор, той се включва в гръцкото комунистическо движение още в междувоенния период. След 1941 година участва в гръцката комунистическа съпротива. На 8 август 1948 г. по предложение на генералния секретар на Комунистическата партия на Гърция Никос Захариадис става председател на Народоосвободителния фронт. Остава начело на тази организация през 1948 – 1949 година.
След поражението на ГКП и Демократичната армия на Гърция от август 1949 година в Гражданската война Вангел Койчев емигрира в Полша, където продължава да участва в живота на гръцката политическа емиграция.
Вангел Койчев обикновено се представя като лоялен комунист, предан на КПГ и на Захариадис и чужд на политическите домогвания на Югославската комунистическа партия и свързания с нея агресивен проюгославски македонизъм.